# Motor Sich

Motor Sich är ett motorföretag ifrån Ukraina som tillverkar bland annat jetmotorer till Antonov.